# Jan Pieterszoon Sweelinck
Jan Pieterszoon Sweelinck, född 1562, död 16 oktober 1621, var en nederländsk kompositör som var verksam under slutet av renässansen och början av barockeran. Han föddes i Deventer och dog i Amsterdam. Många i hans familj var musiker, och det är känt att de studerade hos Jan Willemszoon Lossy och Gioseffo Zarlino.
Sweelinck fick störst betydelse genom de orgel- och klaververk han skapade. Han förfinade också kontrapunkten före Johann Sebastian Bach.

## Utmärkelser
Asteroiden 7621 Sweelinck är uppkallad efter honom.

## Verklista
Lista över kompositioner av Sweelinck.

### Orgel

#### Fantasier
- Fantasia chromatica (dorisk) (swwv 258)
- Fantasia (dorisk) (swwv 259)
- Fantasia (dorisk) (swwv 260)
- Fantasia (dorisk) (swwv 261)
- Fantasia (dorisk) (swwv 262)
- Fantasia (Frygisk)
- Fantasia super: ut, re, mi fa, sol, la. (swwv 263)
- Fantasia (mixolydisk)
- Fantasia (mixolydisk)
- Fantasia (jonisk)
- Fantasia (eolisk)
- Fantasia (jonisk)
- Fantasia (jonisk)

#### Toccatas
| Swwv | Titel                       |
| ---- | --------------------------- |
| 281  | Toccata                     |
| 283  | Toccata                     |
| 284  | Toccata                     |
| 285  | Toccata                     |
| 286  | Toccata                     |
| 287  | Toccata                     |
| 288  | Toccata                     |
| 289  | Toccata                     |
| 291  | Toccata                     |
| 292  | Toccata                     |
| 294  | Toccata                     |
| 295  | Toccata                     |
| 296  | Toccata                     |
| 297  | Toccata (preludium toccata) |
| 298  | Toccata                     |

#### Koralbearbetningar
| Swwv | Titel                                                       | Variationer   |
| ---- | ----------------------------------------------------------- | ------------- |
| 299  | Allein Gott in der Höh sey Ehr                              | 4 variationer |
| 301  | Christe qui lux es et dies                                  | 3 variationer |
| 302  | Da pacem, domine, in diebus nostris                         | 4 variationer |
| 303  | Erbarm dich mein, o Herre Gott                              | 6 variationer |
| 305  | Ich ruf zu dir, Herr Jesu Christ                            | 4 variationer |
| 306  | Jesus Christus unser Heylandt                               | 5 variationer |
| 307  | Nun freut euch, lieben Christen g'mein                      | 3 variationer |
| 308  | O God, die onse Vader bist                                  | -             |
| 309  | Allein zu dir, Herr Jesu Christ                             | 4 variationer |
| 310  | Psalm 23: Myn Godt voedt my als mijn heerder ghepresen.     | 3 variationer |
| 311  | Psalm 36: Des boosdoenders wille seer quaedt.               | 4 variationer |
| 312  | Psalm 60: Heer die ons hebt verstooten al.                  | 2 variationer |
| 313  | Psalm 116: Ick hebb’ den Heer lief, want hy heeft verhoort. | 4 variationer |
| 314  | Psalm 140: O myn Godt, wilt my nu bevryden                  | 5 variationer |
| 315  | Puer nobis nascitur                                         | 4 variationer |
| 316  | Wir glauben all an einen Gott                               | 3 variationer |

- Psalm 9, verse 11: Chantez en exultation au Dieu qui habit’ en Sion. Dubbelfuga på ett tema av Claude Lejeune.

|

### Verk för klaver
| Swwv | Titel                              | Variationer   |
| ---- | ---------------------------------- | ------------- |
| 317  | Almande de chapelle                | 3 variationer |
| 320  | Engelsche Fortuyn / Fortune my foe | 3 variationer |
| 321  | Est-ce Mars                        | 7 variationer |
| 322  | Ich fuhr mich uber Rheine          | 6 variationer |
| 323  | Malle Sijmen                       | -             |
| 324  | Mein junges Leben hat ein Endt     | 6 variationer |
| 325  | Unter der Linden grune             | 4 variationer |
| 327  | Pavana Hispanica                   | 7 variationer |
| 328  | Pavana Lachrymae                   | -             |
| 329  | Pavana Philippi                    | 2 variationer |
| 330  | Soll es sein                       | 8 variationer |
| 331  | Die flichtig Nimphae               | 3 variationer |

- De lustelijcke mey

### Fragment för klaver eller orgel
- Capriccio. J. P.
- Fantasia op de fuga
- Von der fortuna werd ich gerieben
- Von der fortuna werd ich gerieben
- Von der fortuna werd ich gerieben